# Smeringopus similis
Smeringopus similis là một loài nhện trong họ Pholcidae. Loài này được phát hiện ở Namibia.